# L'Erola de Viladrau
L'Erola de Viladrau és una capella de Viladrau (Osona) protegida com a Bé Cultural d'Interès Local.

## Descripció

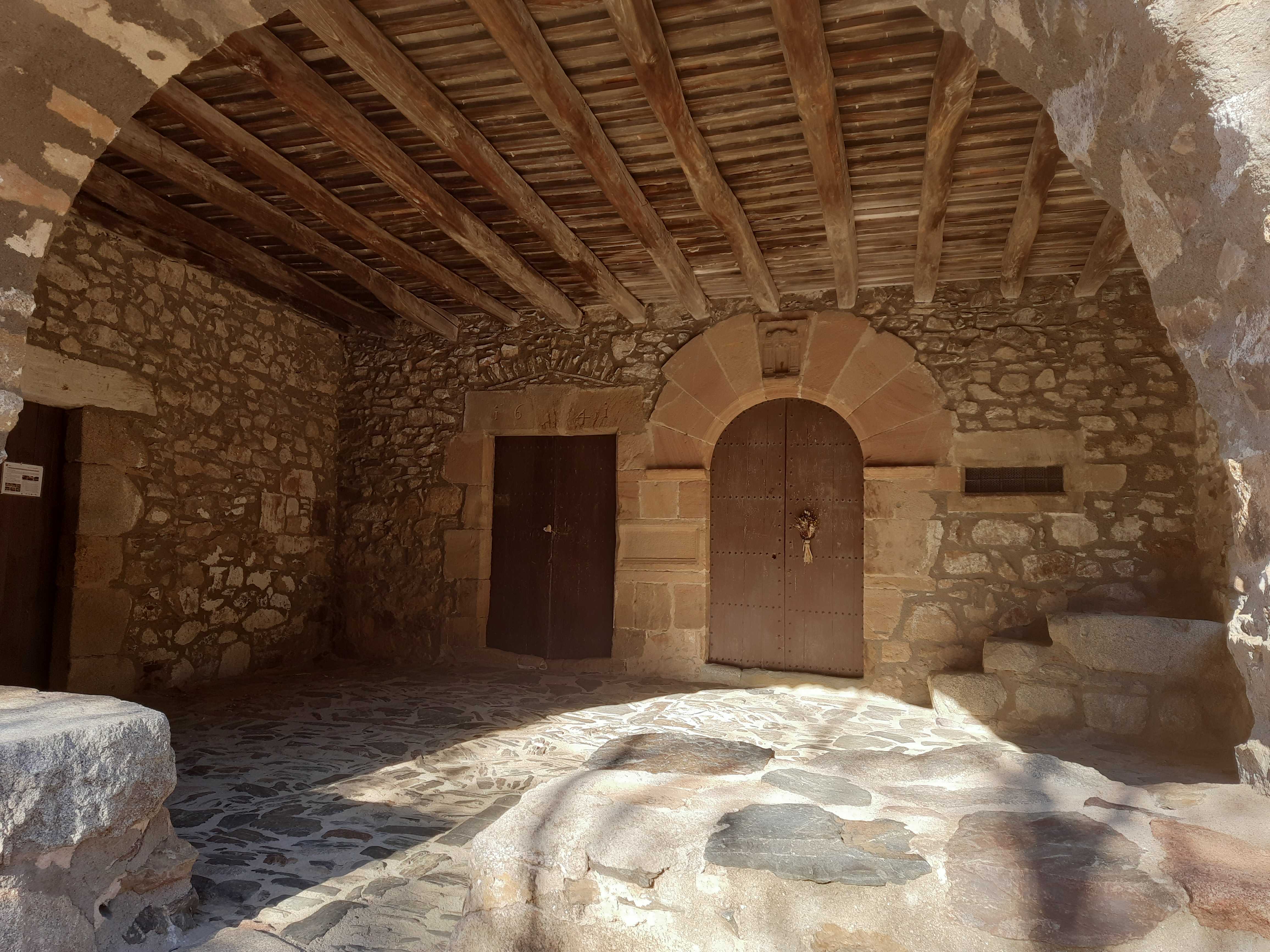
Atri o porxo de l'ermita

Capella de planta rectangular (15x10) aixecada en un pla a peu del vell camí a St. Segimon, coberta a dues vessants amb el carener perpendicular a la façana de migdia. Està constituïda per un petit santuari, i adossada a ell l'habitatge destinada als ermitans, que consta de planta i primer pis. S'hi observen diverses fases constructives.
La capella va precedida d'un atri, format per dues arcades amb reposador obertes a llevant i a migdia que servien d'aixopluc; aquest atri dona accés a dos portals mirant a migdia, l'un arc de mig punt amb emmarcaments de gres i dovella central esculturada (entrada del santuari) i l'altre (accés a l'habitatge) adossat al sector O d'aquest és rectangular i està datat (1641). Adossat al sector O de l'atri hi trobem un corral amb rastellera i dues finestres, el portal rectangular del qual mira a llevant, i presenta uns bonics motius tallats en la llinda de fusta (1689): La façana E presenta a la planta tres obertures disposades irregularment, i al primer pis també molt irregularment presenta una finestra rectangular amb ampit motllurat i datada (1664), i una al sector N. La façana N presenta una finestra i un petit cos adossat a la planta i dues al primer pis; sobre el carener el campanar d'espadanya de totxo. La façana O en molt mal estat presenta un cos gairebé enderrocat a la planta i tres finestres al primer pis amb ampit motllurat i reixa de forja.

## Història

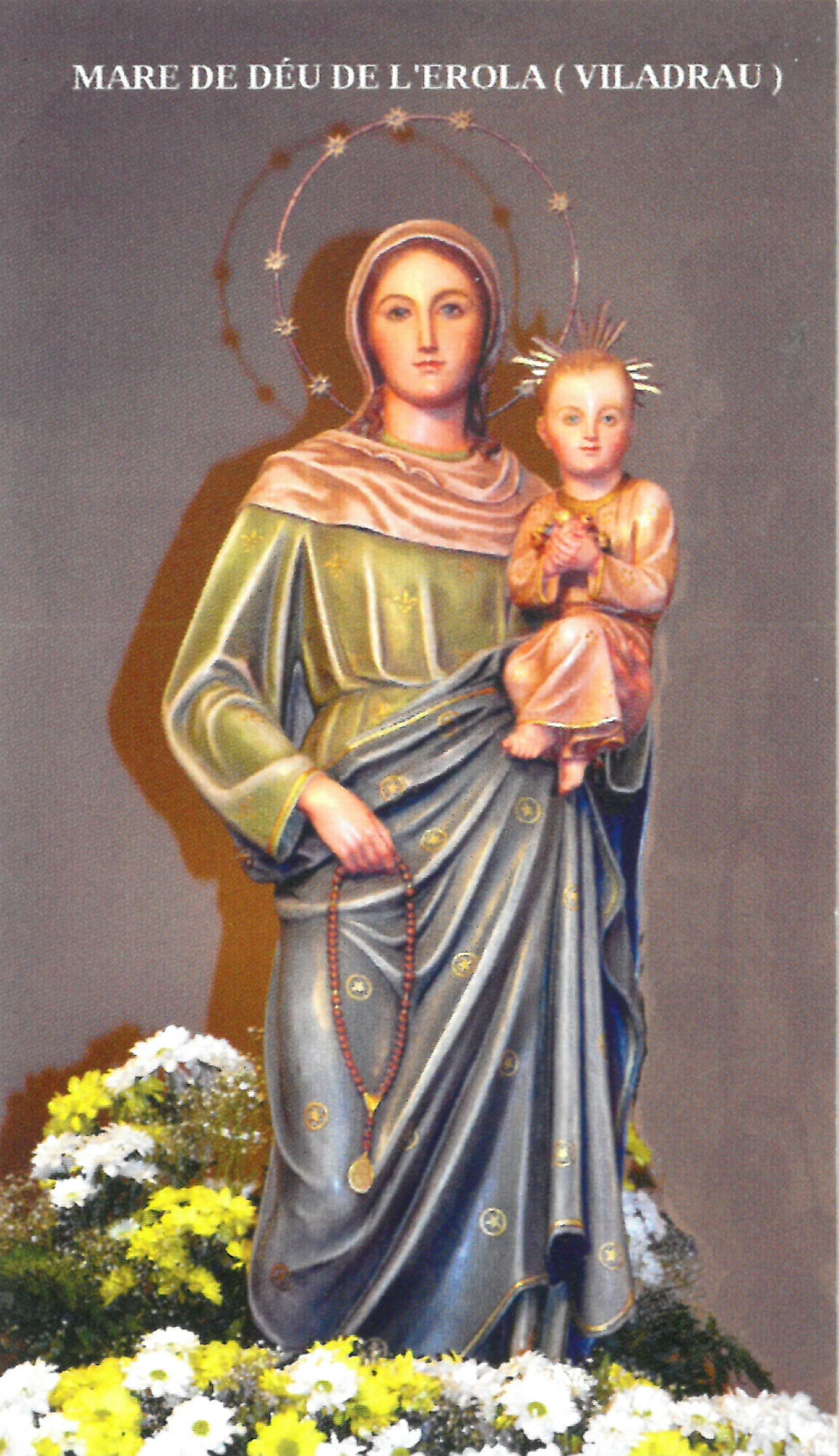

Santuari situat a peu del vell camí de Viladrau a Sant Segimon del Montseny. En tenim notícies des de l'any 1571, època en què ja consta erigit i amb terreny propi. El 1628 un incendi destrueix la casa i la capella, que foren reedificades el 1630 per fra Onofre Masjoan. La casa i l'atri s'ampliaren els anys 1641 i 1659. El 1833 és incendiada, i el 1837 s'acaba la seva reparació. El 1936, com explica la làpida llatina encastada entre els dos portals d'entrada, fou profanada i el 1942 restaurada.
Les darreres obres de conservació s'han realitzat l'any 1991. En destaca la restauració del rellotge de sol, entre els arcs d'entrada, feta per Joaquim Farrerons amb el tipus de pedra anomenada d'espinzella.
La Mare de Déu era invocada per a protegir els nens contra la verola. Durant la guerra civil la imatge fou amagada a la soca d'un castanyer per tal de preservar-la de la destrucció i el pillatge. Anys més tard es va retrobar en molt mal estat i la imatge actual n'és una fidel rèplica. L'últim diumenge de maig, s'hi celebra l'aplec, amb missa, àpat de germanor i sardanes.
La devoció popular li ha dedicat diversos poemes, pregàries i goigs, alguns de molt antics. Els més recents li canten: Mare de l'Erola / que sou pura netedat! / Guardeu-nos de la verola, / guardeu-nos de tot pecat.